# Carlos Gardel (stacja metra)
Carlos Gardel – stacja metra w Buenos Aires, na linii B. Znajduje się pomiędzy stacjami Pueyrredón a Medrano. Stacja została otwarta 17 października 1930.